# Liga Colombiana de Fútbol Sala 2017-II
La Liga Argos Futsal Finalización 2017 fue la décima cuarta (14a.) versión de la Liga Argos Futsal, el campeón del torneo tendrá un cupo a la Superliga Argos Fútsal 2017. También se definieron los cupos a la Copa Libertadores de Futsal 2018. Inició el 4 de agosto de 2017.

## Sistema de juego
El torneo se dividió en cuatro fases:
La primera fase con 24 equipos divididos en tres grupos de ocho equipos cada uno según la posición geográfica en un total de 7 fechas. Los dos primeros equipos de cada grupo y los dos mejores terceros se clasifican a la siguiente fase.
Los cuartos de final se definirán según sus posiciones en la reclasificación de la siguiente manera:
- 1° vs. 8° (S1)
- 3° vs. 6° (S3)
- 2° vs. 7° (S2)
- 4° vs. 5° (S4)

Las semifinales se jugarán de la siguiente manera:
- Ganador S1 vs. Ganador S3
- Ganador S2 vs. Ganador S4

Los ganadores de la fase anterior jugarán la final del torneo.

## Equipos participantes
| Equipo                     | Departamento       | Ciudad           | Coliseo                               |
| Deportivo Lyon             | Valle del Cauca    | Santiago de Cali | Coliseo Mariano Ramos                 |
| Alianza Platanera          | Antioquia          | Apartado         | Coliseo Antonio Roldán                |
| Atlético Dorada            | Caldas             | La Dorada        | Coliseo Ventura Castillo              |
| Cúcuta Niza                | Norte de Santander | Cúcuta           | Coliseo UFPS                          |
| Rionegro Águilas           | Antioquia          | Rionegro         | Coliseo El Cielo                      |
| Independiente Barranquilla | Atlántico          | Barranquilla     | Coliseo Elías Chegwin                 |
| Real Bucaramanga           | Santander          | Bucaramanga      | Coliseo Bicentenario                  |
| Bello Real Antioquia       | Antioquia          | Bello            | Coliseo Polideportivo Tulio Ospina    |
| Depor Cartagena            | Bolívar            | Cartagena        | Coliseo Northon Madrid                |
| Rionegro Futsal            | Antioquia          | Rionegro         | Coliseo El Cielo                      |
| Gremio Samario             | Magdalena          | Santa Marta      | Coliseo Menor de Villa Olímpica       |
| Saeta Bogotá               | Bogotá             | Bogotá           | Palacio de los Deportes               |
| D´Martin FC                | Cundinamarca       | Madrid           | Coliseo Madrid                        |
| Real Cundinamarca          | Cundinamarca       | Facatativá       | Deportivo Central                     |
| Lanús Colombia             | Bogotá             | Bogotá           | PRD El Salitre                        |
| Deportivo Sanpas Irdet     | Boyacá             | Tunja            | Coliseo Cubierto San Antonio          |
| Deportivo Meta H&H         | Meta               | Villavicencio    | Álvaro Mesa Amaya                     |
| Utrahuilca Huila futsal    | Huila              | Neiva            | Coliseo Álvaro Sánchez Silva          |
| Cóndor F.C                 | Valle del Cauca    | Santiago de Cali | Coliseo Mariano Ramos                 |
| Alianza Tolima             | Tolima             | Líbano           | Coliseo Mayor de Líbano               |
| Leones de Nariño           | Nariño             | Pasto            | Coliseo Cubierto Sergio Antonio Ruano |
| Leones de Itagüí           | Antioquia          | Itagüí           | Coliseo Cubierto de Itagüí            |
| Fortaleza                  | Cundinamarca       | El Colegio       | Coliseo de los Deportes               |
| Academia de Ubaté          | Cundinamarca       | Ubaté            | Coliseo Bicentenario de Ubaté         |

## Fase de grupos
Los equipos se dividen en 3 grupos de 8 equipos agrupados según su ubicación geográfica. Los equipos jugarán una fecha de todos contra todos a una vuelta, los equipos que jueguen de locales durante la Liga Argos Fútsal 2017-I serán visitantes en la siguiente edición del torneo. 
Los tres grupos están divididos de la siguiente manera:

### Grupo A
| Pos. | Equipos           | PJ | PG | PE | PP | GF | GC | Dif. | Pts. |
| ---- | ----------------- | -- | -- | -- | -- | -- | -- | ---- | ---- |
| 1.   | D´Martin FC       | 7  | 6  | 0  | 1  | 31 | 21 | 10   | 18   |
| 2.   | Saeta Bogotá      | 7  | 5  | 1  | 1  | 23 | 11 | 12   | 16   |
| 3.   | Fortaleza         | 7  | 4  | 0  | 3  | 24 | 21 | 3    | 12   |
| 4.   | Real Cundinamarca | 7  | 3  | 1  | 3  | 24 | 23 | 1    | 10   |
| 5.   | Deportivo Meta    | 7  | 1  | 4  | 2  | 26 | 27 | -1   | 7    |
| 6.   | Deportivo Sanpas  | 7  | 1  | 4  | 2  | 21 | 26 | -5   | 7    |
| 7.   | Lanús Colombia    | 7  | 2  | 1  | 5  | 29 | 37 | -8   | 7    |
| 8.   | Academia de Ubaté | 7  | 0  | 2  | 5  | 33 | 45 | -12  | 2    |

|  |                                      |
|  | Clasificados a los cuartos de final. |
|  | Eliminados.                          |

| Real Cundinamarca | 6 : 3 | Lanús Colombia    | Deportivo Central          | 4 de agosto | 19:00 | Sin transmisión |
| Saeta             | 2 : 3 | D´Martin          | Coliseo Cayetano Cañizares | 4 de agosto | 20:00 | Sin transmisión |
| Fortaleza         | 5 : 1 | Deportivo Meta    | Coliseo Central            | 5 de agosto | 17:00 | Sin transmisión |
| Deportivo Sanpas  | 7 : 7 | Academia de Ubaté |                            |             |       | Sin transmisión |

| Deportivo Meta    | 3 : 3 | Deportivo Sanpas  | Álvaro Mesa Amaya      | 11 de agosto | 18:15 | Win Sports      |
| D´Martin          | 6 : 1 | Real Cundinamarca | Cubierto de Madrid     | 12 de agosto | 18:00 | Sin transmisión |
| Lanús Colombia    | 0 : 2 | Saeta             | Municipal de Tocancipá | 12 de agosto | 19:00 | Sin transmisión |
| Academia de Ubaté | 4 : 6 | Fortaleza         | Piedra Cajicá          | 12 de agosto | 19:00 | Sin transmisión |

| Fortaleza         | 0 : 1 | Saeta             | Central           | 19 de agosto | 16:00 | Sin transmisión |
| Academia de Ubaté | 7 : 8 | Lanús Colombia    | Piedra            | 19 de agosto | 18:00 | Sin transmisión |
| Deportivo Sanpas  | 3 : 2 | Real Cundinamarca | San Antonio       | 19 de agosto | 19:00 | Sin transmisión |
| Deportivo Meta    | 3 : 4 | D´Martin          | Álvaro Mesa Amaya | 19 de agosto | 20:00 | Sin transmisión |

| D´Martin          | 2 : 6 | Fortaleza         |  |  | 00:00 | Sin transmisión |
| Real Cundinamarca | 5 : 5 | Academia de Ubaté |  |  | 00:00 | Sin transmisión |
| Lanús Colombia    | 4 : 4 | Deportivo Sanpas  |  |  | 00:00 | Sin transmisión |
| Saeta             | 4 : 3 | Deportivo Meta    |  |  | 00:00 | Sin transmisión |

| D´Martin          | 4 : 4 | Lanús Colombia |  | 1 de septiembre | 18:15 | Win Sports      |
| Real Cundinamarca | 1 : 4 | Saeta          |  | 1 de septiembre | 19:00 | Sin transmisión |
| Deportivo Sanpas  | 1 : 4 | Fortaleza      |  | 2 de septiembre | 19:00 | Sin transmisión |
| Academia de Ubaté | 3 : 4 | Deprtivo Meta  |  | 2 de septiembre | 19:00 | Sin transmisión |

| Fortaleza      | 0 : 4  | Real Cundinamarca |  |  | 00:00 | Sin transmisión |
| D´Martin       | 7 : 5  | Academia de Ubaté |  |  | 00:00 | Sin transmisión |
| Saeta          | 2 : 2  | Deportivo Sanpas  |  |  | 00:00 | Sin transmisión |
| Deportivo Meta | 10 : 3 | Lanús Colombia    |  |  | 00:00 | Sin transmisión |

| Academia de Ubaté | 2 : 8 | Saeta          | Piedra            | 15 de septiembre | 18:15 | Sin transmisión |
| Deportivo Sanpas  | 1 : 4 | D´Martin       | IRDET             | 15 de septiembre | 18:15 | Sin transmisión |
| Lanús Colombia    | 8 : 3 | Fortaleza      | Tocancipá         | 15 de septiembre | 18:15 | Sin transmisión |
| Real Cundinamarca | 5 : 2 | Deportivo Meta | Deportivo Central | 15 de septiembre | 18:15 | Sin transmisión |

### Grupo B
| Pos. | Equipos          | PJ | PG | PE | PP | GF | GC | Dif. | Pts. |
| ---- | ---------------- | -- | -- | -- | -- | -- | -- | ---- | ---- |
| 1.   | Atlético Dorada  | 7  | 5  | 1  | 1  | 30 | 20 | 10   | 16   |
| 2.   | Leones de Nariño | 7  | 5  | 0  | 2  | 32 | 19 | 13   | 15   |
| 3.   | Alianza Tolima   | 7  | 4  | 2  | 1  | 30 | 21 | 9    | 14   |
| 4.   | Real Bucaramanga | 7  | 4  | 1  | 2  | 26 | 17 | 9    | 13   |
| 5.   | Deportivo Lyon   | 7  | 4  | 0  | 3  | 31 | 23 | 8    | 12   |
| 6.   | Utrahuilca       | 7  | 3  | 0  | 4  | 28 | 28 | 0    | 9    |
| 7.   | Corporación Niza | 7  | 1  | 0  | 6  | 19 | 38 | -19  | 3    |
| 8.   | Cóndor F.C       | 7  | 0  | 0  | 2  | 12 | 42 | -30  | 0    |

|  |                                      |
|  | Clasificados a los cuartos de final. |
|  | Eliminados.                          |

| Corporación Niza | 2 : 6 | Alianza Tolima   | U. FPS           | 4 de agosto | 19:00 | Sin transmisión |
| Real Bucaramanga | 3 : 2 | Utrahuilca       | Vicente Díaz     | 4 de agosto | 20:00 | Sin transmisión |
| Atlético Dorada  | 5 : 3 | Deportivo Lyon   | Ventura Castillo | 6 de agosto | 15:00 | Sin transmisión |
| Deportivo Cóndor | 2 : 7 | Leones de Nariño | Mariano Ramos    | 6 de agosto | 16:00 | Sin transmisión |

| Utrahuilca       | 5 : 0 | Deportivo Cóndor | Álvaro Sánchez | 11 de agosto | 15:00 | Sin transmisión |
| Deportivo Lyon   | 8 : 0 | Corporación Niza | Mariano Ramos  | 12 de agosto | 16:00 | Sin transmisión |
| Leones de Nariño | 5 : 1 | Real Bucaramanga | Sergio Ruano   | 12 de agosto | 20:00 | Sin transmisión |
| Alianza Tolima   | 5 : 5 | Atlético Dorada  | Venadillo      | 16:00        |       | Sin transmisión |

| Corporación Niza | 6 : 2 | Deportivo Cóndor | F.P.S            | 18 de agosto | 19:00 | Sin transmisión |
| Deportivo Lyon   | 6 : 3 | Utrahuilca       | Mariano Ramos    | 18 de agosto | 19:00 | Sin transmisión |
| Real Bucaramanga | 3 : 0 | Atlético Dorada  | Ventura Castillo | 18 de agosto | 19:30 | Sin transmisión |
| Alianza Tolima   | 1 : 3 | Leones de Nariño | Venadillo        | 20 de agosto | 16:00 | Sin transmisión |

| Real Bucaramanga | 2 : 3 | Deportivo Lyon   |  |  | 00:00 | Sin transmisión |
| Leones de Nariño | 8 : 2 | Corporación Niza |  |  | 00:00 | Sin transmisión |
| Deportivo Cóndor | 3 : 6 | Alianza Tolima   |  |  | 00:00 | Sin transmisión |
| Utrahuilca       | 9 : 4 | Atlético Dorada  |  |  | 00:00 | Sin transmisión |

| Atlético Dorada  | 3 : 2 | Corporación Niza | 1 de septiembre | 19:45           | Sin transmisión |       |
| Deportivo Lyon   | 3 : 6 | Aliana Tolima    | 1 de septiembre |                 | Sin transmisión | 20:00 |
| Real Bucaramanga | 8 : 2 | Deportivo Cóndor |                 | 3 de septiembre | Sin transmisión | 14:00 |
| Utrahuilca       | 3 : 9 | Leones de Nariño | 15:00           | 3 de septiembre | Sin transmisión |       |

| Alianza Tolima   | 3 : 2 | Utrahuilca       |  |  | 00:00 | Sin transmisión |
| Corporación Niza | 4 : 7 | Real Bucaramanga |  |  | 00:00 | Sin transmisión |
| Leones de Nariño | 4 : 3 | Deportivo Lyon   |  |  | 00:00 | Sin transmisión |
| Deportivo Cóndor | 0 : 5 | Atlético Dorada  |  |  | 00:00 | Sin transmisión |

| Utrahuilca       | 4 : 3 | Corporación Niza | Álvaro Sánchez Silva | 15 de septiembre | 18:15 | Sin transmisión |
| Deportivo Lyon   | 5 : 3 | Deportivo Cóndor | Mariano Ramos        | 15 de septiembre | 18:15 | Sin transmisión |
| Atlético Dorada  | 5 : 1 | Leones de Nariño | Ventura Castillo     | 15 de septiembre | 18:15 | Sin transmisión |
| Real Bucaramanga | 3 : 3 | Alianza Tolima   | Vicente Díaz         | 15 de septiembre | 18:15 | Sin transmisión |

### Grupo C
| Pos. | Equipos                    | PJ | PG | PE | PP | GF | GC | Dif. | Pts. |
| ---- | -------------------------- | -- | -- | -- | -- | -- | -- | ---- | ---- |
| 1.   | Alianza Platanera          | 7  | 6  | 0  | 1  | 35 | 18 | 17   | 18   |
| 2.   | Bello Real Antioquia       | 7  | 5  | 0  | 2  | 29 | 22 | 7    | 15   |
| 3.   | Leones de Itagüí           | 7  | 4  | 1  | 2  | 21 | 16 | 5    | 13   |
| 4.   | Rionegro Futsal            | 7  | 2  | 2  | 3  | 18 | 14 | 4    | 8    |
| 5.   | Independiente Barranquilla | 7  | 3  | 2  | 2  | 22 | 25 | -3   | 8    |
| 6.   | Rionegro Águilas           | 7  | 2  | 1  | 4  | 21 | 26 | -5   | 7    |
| 7.   | Inter Cartagena            | 7  | 2  | 1  | 4  | 22 | 33 | 11   | 7    |
| 8.   | Gremio Samario             | 7  | 1  | 1  | 5  | 14 | 28 | -14  | 4    |

|  |                                      |
|  | Clasificados a los cuartos de final. |
|  | Eliminados.                          |

| Rionegro Futsal            | 2 : 3 | Real Antioquia    | El Cielo    | 2 de agosto | 20:00 | Sin transmisión |
| Independiente Barranquilla | 5 : 2 | Rionegro Águilas  | Coliseo CUC | 4 de agosto | 19:30 | Sin transmisión |
| Leones Itagüí              | 4 : 4 | Inter Cartagena   | El Cubo     | 5 de agosto | 19:00 | Sin transmisión |
| Gremio Samario             | 3 : 0 | Alianza Platanera | Cooedumag   | 6 de agosto | 13:00 | Sin transmisión |

| Rionegro Águilas | 1 : 3 | Leones Itagüí              | Ivan Ramiro Córdoba | 11 de agosto | 19:00 | Sin transmisión |
| Alianza Urabá    | 4 : 3 | Rionegro Futsal            | Antonio Roldan      | 12 de agosto | 18:00 | Sin transmisión |
| Gremio Samario   | 3 : 4 | Real Antioquia             | Cooedumag           | 12 de agosto | 20:00 | Sin transmisión |
| Inter Cartagena  | 3 : 2 | Independiente Barranquilla | Northon Madrid      | 13 de agosto | 13:00 | Sin transmisión |

| Rionegro Águilas           | 5 : 8 | Alianza Platanera | Ivan Ramiro Córdoba | 18 de agosto | 19:00 | Sin transmisión |
| Leones Itagüí              | 2 : 1 | Rionegro Futsal   | El Cubo             | 18 de agosto | 20:00 | Win Sports      |
| Independiente Barranquilla | 4 : 4 | Gremio Samario    | CUC                 | 18 de agosto | 20:30 | Sin transmisión |
| Inter Cartagena            | 4 : 6 | Real Antioquia    | Northon Madrid      | 20 de agosto | 14:30 | Sin transmisión |

| Real Antioquia    | 4 : 1 | Leones Itagüí              |  |  | 00:00 | Sin transmisión |
| Alianza Platanera | 7 : 1 | Independiente Barranquilla |  |  | 00:00 | Sin transmisión |
| Gremio Samario    | 1 : 4 | Rionegro Águilas           |  |  | 00:00 | Sin transmisión |
| Rionegro Futsal   | 5 : 1 | Inter Cartagena            |  |  | 00:00 | Sin transmisión |

| Alianza Platanera          | 4 : 1 | Real Antioquia  |  | 31 de agosto    | 19:00 | Sin transmisión |
| Rionegro Águilas           | 5 : 3 | Inter Cartagena |  | 1 de septiembre | 19:00 | Sin transmisión |
| Independiente Barranquilla | 1 : 3 | Leones Itagüí   |  | 2 de septiembre | 13:00 | Sin transmisión |
| Gremio Samario             | 0 : 0 | Rionegro Futsal |  | 3 de septiembre | 11:00 | Sin transmisión |

| Real Antioquia  | 4 : 2 | Rionegro Águilas           |  |  | 00:00 | Sin transmisión |
| Rionegro Futsal | 2 : 2 | Independiente Barranquilla |  |  | 00:00 | Sin transmisión |
| Inter Cartagena | 3 : 8 | Alianza Platanera          |  |  | 00:00 | Sin transmisión |
| Leones Itagüí   | 6 : 1 | Gremio Samario             |  |  | 00:00 | Sin transmisión |

| Independiente Barranquilla | 7 : 4 | Real Antioquia  | CUC             | 15 de septiembre | 18:15 | Sin transmisión |
| Rionegro Águilas           | 2 : 2 | Rionegro Futsal | Ivan R. Córdoba | 15 de septiembre | 18:15 | Sin transmisión |
| Alianza Platanera          | 4 : 2 | Leones Itagüí   | Antonio Roldan  | 15 de septiembre | 18:15 | Sin transmisión |
| Gremio Samario             | 3 : 4 | Inter Cartagena | David Urueche   | 15 de septiembre | 18:15 | Sin transmisión |

## Fase final
Avanzan desde esta fase el ganador de dos juegos, en caso de empates en uno de los juegos se jugarán 10 minutos de tiempo extra y de seguir del empate se definirá por penales ( ), el tercer juego de ser necesario se jugará al día siguiente del segundo juego [ ].

|  | Cuartos de final   | Cuartos de final   | Cuartos de final   |       |                | Semifinales                    | Semifinales                    | Semifinales                    |  |  | Final                  | Final                  | Final                  |
|  | 6 al 15 de octubre | 6 al 15 de octubre | 6 al 15 de octubre |       |                | 20 de octubre al 28 de octubre | 20 de octubre al 28 de octubre | 20 de octubre al 28 de octubre |  |  | noviembre al noviembre | noviembre al noviembre | noviembre al noviembre |
|  |                    |                    |                    |       |                |                                |                                |                                |  |  |                        |                        |                        |
|  | Alianza Platanera  | 4                  | 2                  |       |                |                                |                                |                                |  |  |                        |                        |                        |
|  | Leones Itagüí      | 6                  | 4                  |       |                |                                |                                |                                |  |  |                        |                        |                        |
|  | Leones Itagüí      | 6                  | 4                  |       | Real Antioquia | 0                              | 4 (5)                          |                                |  |  |                        |                        |                        |
|  |                    |                    |                    |       | Real Antioquia | 0                              | 4 (5)                          |                                |  |  |                        |                        |                        |
|  |                    | Leones Itagüí      | 2                  | 3 (4) |                |                                |                                |                                |  |  |                        |                        |                        |
|  | Saeta FSC          | Leones Itagüí      | 2                  | 3 (4) | 0 (1)          | 1                              |                                |                                |  |  |                        |                        |                        |
|  | Saeta FSC          |                    |                    |       | 0 (1)          | 1                              |                                |                                |  |  |                        |                        |                        |
|  | Real Antioquia     | 0 (3)              | 3                  |       |                |                                |                                |                                |  |  |                        |                        |                        |
|  |                    |                    |                    |       |                |                                |                                |                                |  |  | Leones de Nariño       | 1                      |                        |
|  |                    |                    | Real Antioquia     | 3     |                |                                |                                |                                |  |  |                        |                        |                        |
|  | D´Martin FC        | 3                  | 7                  |       |                |                                |                                |                                |  |  |                        |                        |                        |
|  | Alianza Tolima     | 2                  | 4                  |       |                |                                |                                |                                |  |  |                        |                        |                        |
|  | Alianza Tolima     | 2                  | 4                  |       | D´Martin FC    | 2                              | 2                              |                                |  |  |                        |                        |                        |
|  |                    |                    |                    |       | D´Martin FC    | 2                              | 2                              |                                |  |  |                        |                        |                        |
|  |                    | Leones de Nariño   | 3                  | 7     |                |                                |                                |                                |  |  |                        |                        |                        |
|  | Atlético Dorada    | Leones de Nariño   | 3                  | 7     | 3              | 1                              |                                |                                |  |  |                        |                        |                        |
|  | Atlético Dorada    |                    |                    |       | 3              | 1                              |                                |                                |  |  |                        |                        |                        |
|  | Leones de Nariño   | 7                  | 2                  |       |                |                                |                                |                                |  |  |                        |                        |                        |

### Cuartos de final
Disputados del 6 al 15 de octubre.
| 7 de octubre, 18:00 | Leones Itagüí | 6:4 (3:3) | Alianza Platanera                          | Coliseo El Cubo, Itagüí |  |
|                     | Juan Franco 12' · Andrés Arango 17' · José Tangarife 18' · Felipe Barreneche 28' · Jhonatan Giraldo 36' · Juan Franco 38' |           | 4' Cristian Otero · 5' 10' 33' Kevin Mejía |                         |  |

| 14 de octubre, 19:00 | Alianza Platanera                 | 2:4 (2:2) | Leones Itagüí                                                                                 | Coliseo Antonio Roldán, Apartadó |  |
|                      | Angellot Caro 1' · Jhon Urrego 6' |           | 10' Yeisson Fonnegra (autogol) · 18' Luis Barreneche · 24' Juan Franco · 32' Jhonatan Giraldo |                                  |  |

| 8 de octubre, 15:00 | Alianza Tolima                      | 2:3 (1:1) | D´Martin FC                              | Coliseo Central, Venadillo |  |
|                     | Camilo Taberes 13' · Julio Leal 35' |           | 15' 34' Luis Posada · 32' Juan Hernández |                            |  |

| 15 de octubre, 18:30 | D´Martin FC | 7:4 (3:2) | Alianza Tolima               | Coliseo Madrid, Madrid   |                          |
|                      | Diego Barney 11' · Luis Posada 15' 39' · Juan Piragua 19' · Luis Soler 26' · Alejandro Vargas 28' · Juan Hernández 36' |           | 3' 6' · 24' 38' Andrés Ariza | Árbitro(s): Hugo Camargo | Árbitro(s): Hugo Camargo |

| 6 de octubre, 20:00 Win Sports | Real Antioquia                                      | 0:0 (0:0, 0:0) (t. s.)(0:0 t. s.)(3:1 p.) | Saeta FSC        | Coliseo Tulio Ospina, Bello |  |
|                                |                                                     |                                           |                  | Árbitro(s): Victor Florez   |  |
|                                |                                                     | Tiros desde el punto penal                |                  |                             |  |
|                                | Jorge Cuervo · Felipe Echavarria · Jefferson Moreno |                                           | Eduardo Poveda · |                             |  |

| 12 de octubre, 20:00 | Saeta FSC          | 1:3 (0-2) | Real Antioquia                                      | Coliseo Cayetano Cañizares, Bogotá |                             |
|                      | Camilo Sanchez 34' |           | 8' Jorge Cuervo · 21' Javier Ortiz · 29' Jhon Parra | Árbitro(s): Hendell Meneses        | Árbitro(s): Hendell Meneses |

| 7 de octubre, 20:00 | Leones de Nariño                                                                        | 7:3 (3:1) | Atlético Dorada           | Coliseo Sergio Antonio Ruano, Pasto |                         |
|                     | Jimmy Benavides 2' 9' 28' · Enderson Suárez 7' 29' · Emerson Suarez 28' · Juan Paez 36' |           | 1' 22' 37' Jorge Preciado | Árbitro(s): Yuri García             | Árbitro(s): Yuri García |

| 13 de octubre, 20:00 | Atlético Dorada     | 1:2 (1:1) | Leones de Nariño                     | Coliseo Ventura, La Dorada   |                              |
|                      | Carlos Hernández 2' |           | 14' Juan D. Paez · 31' Ricardo Arcos | Árbitro(s): Rolando Bermúdez | Árbitro(s): Rolando Bermúdez |

### Semifinal
Disputados del 20 al 25 de octubre.
| 20 de octubre, 20:00 Win Sports | Leones Itagüí                               | 2:0 (0:0) | Bello Real Antioquia | Coliseo El Cubo, Itagüí    |                            |
|                                 | Jonathan Giraldo 35' · Felipe Barrenche 33' |           |                      | Árbitro(s): Fredy Guerrero | Árbitro(s): Fredy Guerrero |

| 24 de octubre, 20:00 | Bello Real Antioquia                                          | 4:3 (1:0) | Leones Itagüí                                               | Coliseo Tulio Ospina, Bello |                           |
|                      | Jhon Parra 20' · Jorge Cuervo 23' 28' · Yonathan Cardenas 39' |           | 26' Daniel Bolívar · 39' Jonathan Giraldo · 40' Juan Franco | Árbitro(s): Hector Cadena   | Árbitro(s): Hector Cadena |

| 25 de octubre, 20:00 | Bello Real Antioquia                                                       | 0:0 (0:0, 0:0) (5:4 p.)    | Leones Itagüí                                                                               | Coliseo Tulio Ospina, Bello |                             |
|                      | Jorge Cuervo 41' · Jhon Parra 48'                                          |                            | 44' Felipe Castañeda · 45' Richard Arango                                                   | Árbitro(s): Daniel Manrique | Árbitro(s): Daniel Manrique |
|                      |                                                                            | Tiros desde el punto penal |                                                                                             |                             |                             |
|                      | Anotado · Fallo de penal (atajado) · Anotado · Anotado · Anotado · Anotado |                            | Fallo de penal (atajado) · Anotado · Anotado · Anotado · Anotado · Fallo de penal (atajado) |                             |                             |

| 21 de octubre, 20:00 | Leones de Nariño                           | 3:2 (1:1) | D´Martin FC                        | Coliseo Sergio Antonio Ruano, Pasto |                        |
|                      | Ricardo Arcos 7' 38' · Jimmy Benavides 32' |           | 18' Luis Posada · 21' Juan Piragua | Árbitro(s): Jose Cuero              | Árbitro(s): Jose Cuero |

| 24 de octubre, 20:00 | D´Martin FC                         | 2:7 (1:3) | Leones de Nariño                                                                        | Coliseo Madrid, Madrid   |                          |
|                      | Hayber Avendaño 1' · Edwin Gama 32' |           | 1' Ricardo Arcos · 9' Jimmy Benavides · 9' 26' 39' Enderson Suarez · 38' Cesar Baldrich | Árbitro(s): Hugo Camargo | Árbitro(s): Hugo Camargo |

### Final
Disputados del 30 de octubre al 11 de noviembre.
| 30 de octubre, 20:00 | Bello Real Antioquia                                        | 3:1 (2:0) | Leones de Nariño  | Coliseo Tulio Ospina, Bello |                         |
|                      | Felipe Echavarria 12' · Javier Ortiz 13' · Danny Garcia 29' | Reporte   | 34' Ricardo Arcos | Árbitro(s): Yuri García     | Árbitro(s): Yuri García |

| 10 de noviembre, 19:10 | Leones de Nariño                                                                                         | 6:2 (4:0) | Bello Real Antioquia | Coliseo Sergio Antonio Ruano, Pasto |                           |
|                        | Ricardo Arcos 5' · Enderson Suarez 3' 32' · Estiven Abril 15' · Juan David Páez 11' · César Baldrich 31' | Reporte   | 15' 26' Jhon Parra   | Árbitro(s): Oswaldo Gómez           | Árbitro(s): Oswaldo Gómez |

| 11 de noviembre, 10:15 | Leones de Nariño                                                                                             | 7:4 (3:0) | Bello Real Antioquia                                          | Coliseo Sergio Antonio Ruano, Pasto |                           |
|                        | Enderson Suárez 19' 40' 43' · César Baldrich 22' · Ricardo Arcos 34' · Juan David Páez 44' · Diego Muñoz 49' | Reporte   | 20' Javier Ortiz · 23' 30' Julián Rincón · 49' Yovan Cárdenas | Árbitro(s): Hector Cadena           | Árbitro(s): Hector Cadena |

| Colombia                               |
| Campeón Leones de Nariño Primer título |

## Goleadores
| Jorge Cuervo                                 | Bello Real Antioquia | 16 |
| Kevin Mejia                                  | Alianza Platanera    | 15 |
| Omar Guerra                                  | Academia de Ubaté    | 12 |
| Angellot Caro                                | Alianza Platanera    | 12 |
| Última actualización: 30 de octubre de 2017. |                      |    |

## Reclasificación
La reclasificación contiene la suma de puntos en todos los partidos del año disputados en los dos torneos, los últimos 4 equipos descenderán a la Segunda División que tendrá su primer torneo en 2018.
| Pos. | Equipos                    | PJ | PG | PE | PP | GF  | GC | Dif. | Pts. |
| ---- | -------------------------- | -- | -- | -- | -- | --- | -- | ---- | ---- |
| 1.   | Bello Real Antioquia       | 26 | 17 | 3  | 6  | 104 | 64 | 40   | 54   |
| 2.   | Alianza Platanera          | 24 | 16 | 2  | 6  | 126 | 75 | 51   | 49   |
| 3.   | D´Martin FC                | 21 | 13 | 2  | 4  | 87  | 62 | 25   | 42   |
| 4.   | Leones de Nariño           | 20 | 13 | 2  | 5  | 85  | 66 | 19   | 41   |
| 5.   | Real Bucaramanga           | 19 | 11 | 4  | 4  | 78  | 60 | 18   | 35   |
| 6.   | Leones de Itagüí           | 19 | 11 | 3  | 5  | 60  | 48 | 12   | 35   |
| 7.   | Deportivo Meta             | 19 | 9  | 2  | 8  | 74  | 72 | 2    | 29   |
| 8.   | Saeta Bogotá               | 16 | 8  | 3  | 5  | 48  | 44 | 4    | 27   |
| 9.   | Atlético Dorada            | 16 | 8  | 1  | 7  | 69  | 57 | 12   | 25   |
| 10.  | Fortaleza                  | 14 | 7  | 2  | 5  | 54  | 47 | 7    | 23   |
| 11.  | Alianza Tolima             | 16 | 6  | 5  | 5  | 57  | 53 | 4    | 23   |
| 12.  | Deportivo Lyon             | 14 | 7  | 1  | 6  | 64  | 53 | 11   | 22   |
| 13.  | Rionegro Futsal            | 14 | 6  | 3  | 5  | 39  | 29 | 10   | 21   |
| 14.  | Lanús Colombia             | 16 | 5  | 4  | 7  | 64  | 71 | -7   | 19   |
| 15.  | Deportivo Sanpas           | 14 | 3  | 6  | 5  | 42  | 49 | -7   | 15   |
| 16.  | Real Cundinamarca          | 14 | 4  | 3  | 7  | 33  | 43 | -10  | 15   |
| 17.  | Rionegro Águilas           | 14 | 4  | 2  | 8  | 45  | 59 | -14  | 14   |
| 18.  | Corporación Niza           | 14 | 4  | 1  | 9  | 49  | 71 | -22  | 13   |
| 19.  | Utrahuilca                 | 14 | 4  | 0  | 10 | 43  | 61 | -18  | 12   |
| 20.  | Independiente Barranquilla | 14 | 3  | 4  | 7  | 45  | 58 | -13  | 10   |
| 21.  | Inter Cartagena            | 14 | 3  | 1  | 10 | 43  | 78 | -35  | 10   |
| 22.  | Gremio Samario             | 14 | 2  | 2  | 10 | 34  | 56 | -22  | 8    |
| 23.  | Cóndor F.C                 | 14 | 2  | 1  | 11 | 33  | 70 | -37  | 7    |
| 24.  | Academia de Ubaté          | 14 | 0  | 3  | 11 | 48  | 78 | -30  | 3    |

|  | Desciende al Torneo Nacional de Futsal. |